# Голендов, Илья Игоревич
Илья Игоревич Голендов (2 октября 1994, Жезказган) — казахстанский гребец-байдарочник. Мастер спорта международного класса.

## Биография
Илья Голендов родился 2 октября 1994 года в городе Жезказгане Карагандинской области. Активно заниматься греблей начал в возрасте девяти лет по наставлению матери, с октября 2003 года проходил подготовку в местной секции под руководством тренеров Татьяны Бойко и Сергея Коптева, позже тренировался в центре олимпийской подготовки и в алматинском спортивном обществе «Динамо», где был подопечным именитого гребца Дмитрия Торлопова.
В 2010 году выиграл первенство Казахстана среди юниоров на дистанциях 1000 и 5000 метров. Неоднократно попадал в число призёров на международных юниорских и молодёжных первенствах.
Первого серьёзного успеха на взрослом международном уровне добился в сезоне 2013 года, когда вошёл в основной состав казахстанской национальной сборной и побывал на чемпионате Азии в Самарканде, откуда привёз награду бронзового достоинства, выигранную в зачёте четырёхместных байдарок на дистанции 1000 метров совместно с такими гребцами как Павел Самойлюк, Даулет Султанбеков и Юрий Березинцев. Также, будучи студентом Казахской академии спорта и туризма, отправился представлять страну на летней Универсиаде в Казани — выступал здесь в четырёх разных дисциплинах, но ни в одной не смог попасть в число призёров.
В 2014 году одержал победу на Азиатских играх в южнокорейском Инчхоне в программе байдарок-четвёрок на тысяче метрах. Дважды поднимался на пьедестал почёта чемпионата мира среди студентов в Минске, получив золото в четвёрках на пятистах метрах и серебро в четвёрках на тысяче метрах. На взрослом чемпионате мира в Москве в километровой гонке четырёхместных лодок дошёл до финала и стал там восьмым. Год спустя на мировом первенстве в Милане был одиннадцатым в четвёрках на тысяче метрах и девятым в одиночках на пяти тысячах метрах.
На летних Олимпийских играх 2016 года в Рио-де-Жанейро стартовал в программе четырёхместных экипажей на дистанции 1000 метров вместе с партнёрами Сергеем Токарницким, Александром Емельяновым и Андреем Ергучёвым — они с седьмого места квалифицировались на предварительном этапе, затем на стадии полуфиналов заняли четвёртое место и попали в утешительный финал «Б», где показали второе время позади команды из России — таким образом, в итоговом протоколе их экипаж расположился на десятой строке. Помимо этого, Голендов участвовал на Играх в километровой гонке одиночек, но здесь не сумел пройти дальше предварительной заезда, заняв последнее восьмое место.
Был женат на казахстанской легкоатлетке Светлане Голендовой (Иванчуковой), победительнице Универсиады 2015 года в Кванджу в зачёте эстафеты 4 × 100 метров. В настоящее время женат на казахстанской синхронистке Александре Немич.